# Giữa hai thế giới
Giữa hai thế giới là một bộ phim kinh dị - tâm lý của Việt Nam do Vũ Thái Hòa làm đạo diễn và Đỗ Minh Viên viết kịch bản, trình chiếu vào ngày 22 tháng 7 năm 2011. Phim có sự tham gia của Dustin Nguyễn, Ngọc Diệp và Tâm Tít.

## Nội dung
Phim kể về một cô gái sinh viên nhạc viện trẻ trung, xinh đẹp đã từng tự tử vì mang trong người căn bệnh trầm uất nhưng may mắn thay cô bị Thần Chết từ chối. Khi không bị chết, cô đồng ý kết hôn với anh chủ thầu xây dựng giàu có, cô luôn hi vọng cuộc sống của mình sẽ vui vẻ và hạnh phúc từ đây, sau này cô phát hiện ra rằng có cái gì đó rất kinh dị đang ám ảnh theo mình trong chính căn biệt thự của chồng mình và cô quyết tâm tìm hiểu nó.

## Diễn viên
- Dustin Nguyễn - Anh chủ thầu xây dựng
- Ngọc Diệp - Cô sinh viên nhạc viện
- Tâm Tít - Hồn ma
- Đình Hiếu - Người thanh niên

## Phê bình
- VnExpress: Mang phong cách kinh dị tâm linh đặc trưng của phim châu Á, Giữa hai thế giới hù dọa khán giả bằng những chi tiết "điển hình" như tiếng động lạ trong một căn phòng bị khóa trái cửa, âm thanh "người chết" vang vọng khi nhân vật đang trong phòng tắm, cánh cửa trong nhà đột ngột đóng sầm lại mà không có gió hay con ma tóc dài, mặt trắng bệch xuất hiện bất thình lình trong đêm... Tất cả những yếu tố "hù dọa" đó được tận dụng triệt để, với sự bổ trợ của âm thanh. Phần âm thanh của Giữa hai thế giới được hòa âm khá tốt, tạo cảm giác căng thẳng và gây giật mình cho những khán giả yếu bóng vía.[1]